# Wolfgang Riechmann

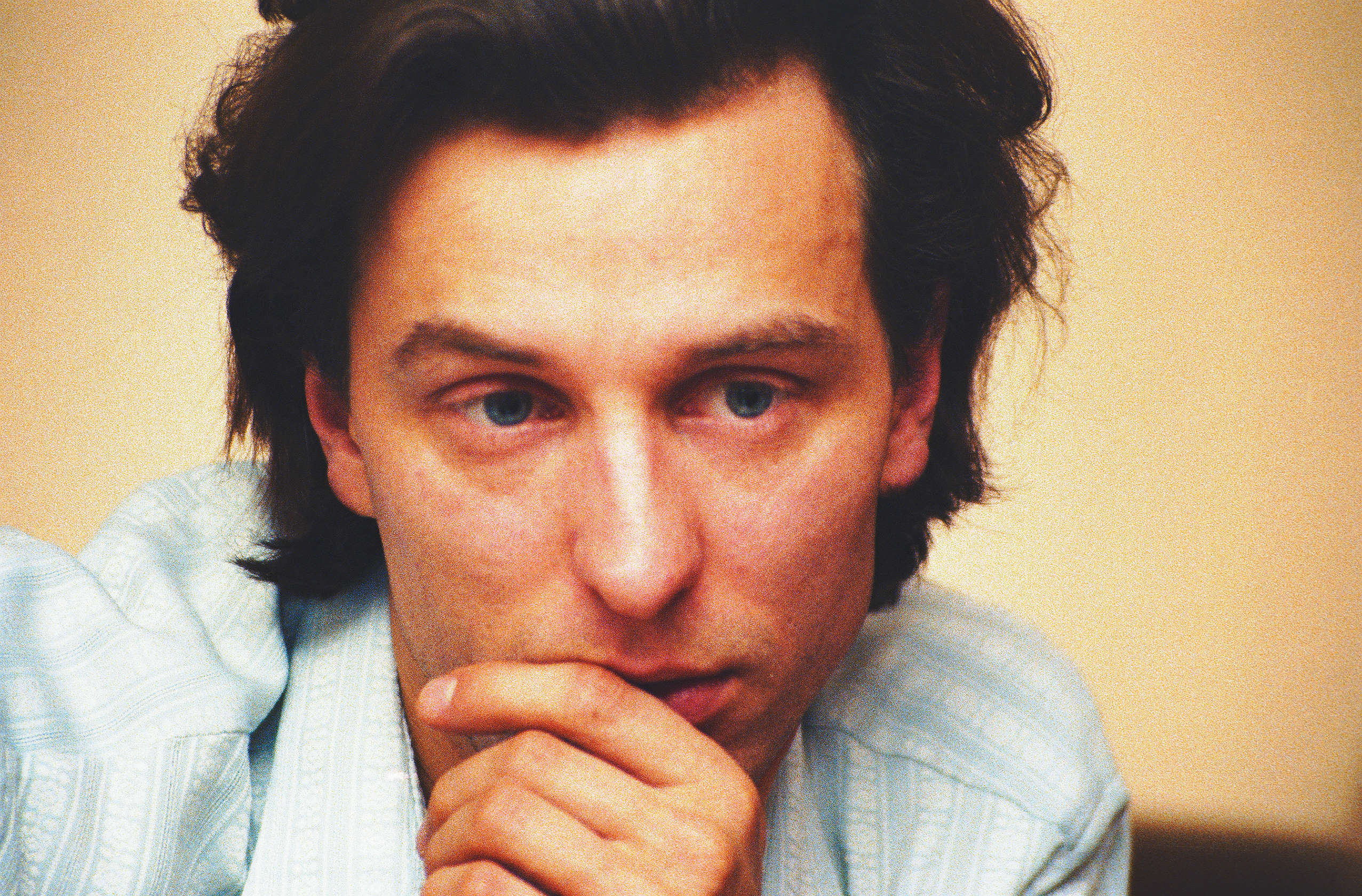
Wolfgang Riechmann, Weihnachten 1977

Wolfgang Riechmann (* 19. Mai 1947 in Düsseldorf; † 24. August 1978 ebenda) war ein deutscher Elektronik-Musiker.

## Leben
Wolfgang Riechmanns musikalische Laufbahn begann im Mai 1967 mit ersten öffentlichen Auftritten in Nordrhein-Westfalen, als er in einer eigenen Band für Gesang, Gitarre und Keyboard zuständig war. Anschließend folgte eine Zusammenarbeit mit den ehemaligen Kraftwerk-Mitgliedern Michael Rother und Wolfgang Flür in den Gruppen Spirits of Sound und Phön-x (1972).
1976 und 1977 war Riechmann dann in der Gruppe Streetmark für Gesang, Synthesizer und Gitarre zuständig. Ergebnis war u. a. das 1976 von Conny Plank produzierte Eileen, nach seinem Tod brachte Sky Records die gleiche Platte als Wolfgang Riechmann und Streetmark heraus. Dieses „Geschäft mit dem Tod“ war in der deutschen Szene umstritten.
Neben seiner Tätigkeit als Sozialarbeiter begann Riechmann ab 1977 seine Karriere als Solokünstler. Als einzige Veröffentlichung entstand von November 1977 bis Januar 1978 das Album Wunderbar. Unterstützt von Hans Schweiß (später bei Flaming Bess) am Schlagzeug spielte er alle Instrumente selbst, u. a. ARP-Synthesizer, Gitarre und Elektrische Geige.
Die Veröffentlichung von Wunderbar durfte Riechmann jedoch nicht mehr miterleben – bei einem Spaziergang am 20. August 1978 in der Düsseldorfer Altstadt wurde er grundlos von zwei Betrunkenen niedergestochen und verstarb – auch wegen mangelhafter medizinischer Behandlung – vier Tage später an inneren Blutungen.

## Diskografie

### Streetmark
- 1977 – Eileen (Sky 011)

### Riechmann
- 1978 – Wunderbar (Sky 017)

### Riechmann & Streetmark
- 1979 – Wolfgang Riechmann & Streetmark (Sky 030) (Eileen)